# Tramway de Msheireb
Le Tramway de Msheireb (anglais : Msheireb Tram) est un tramway gratuit circulant dans le quartier de Msheireb, au centre-ville de Doha, la capitale du Qatar. Il est mis en service en fin d'année 2019.

## Histoire
Le tramway est mis en service le 30 décembre 2019.

## Caractéristiques

### Ligne
Il parcourt une ligne en boucle de 2,12 km.

### Arrêts
Il y a neuf arrêts sur la ligne : Sahat Al Nakheel, Wadi Msheireb (permet une correspondance avec le Métro de Doha, via la station Msheireb), Galleria, Msheireb Prayer, Heritage Quarter, Al Baraha, Sahat Al Masjid, Al Kahraba Street et Al Mariah Street.

## Exploitation

### Circulations
Il y a actuellement trois véhicules circulant autour de 9 arrêts, avec un tramway arrivant toutes les 6 minutes.
Les horaires vont du samedi au jeudi le matin de 9 h à 12 h et l'après-midi de 16 h à 21 h, et le vendredi après-midi de 16 h à 21 h.

### Matériel roulant
Trois véhicules produits par TIG/m (Californie) fonctionnant au moyen d'une batterie électrique et d'une pile à hydrogène sont en circulation. Ils comportent chacun 33 places assises et disposent de la climatisation, de la vidéosurveillance et du Wi-Fi.